# Stora Lomtjärnen, Gästrikland
Stora Lomtjärnen är en sjö i Ockelbo kommun i Gästrikland och ingår i Testeboåns huvudavrinningsområde.